# Qatar Charity

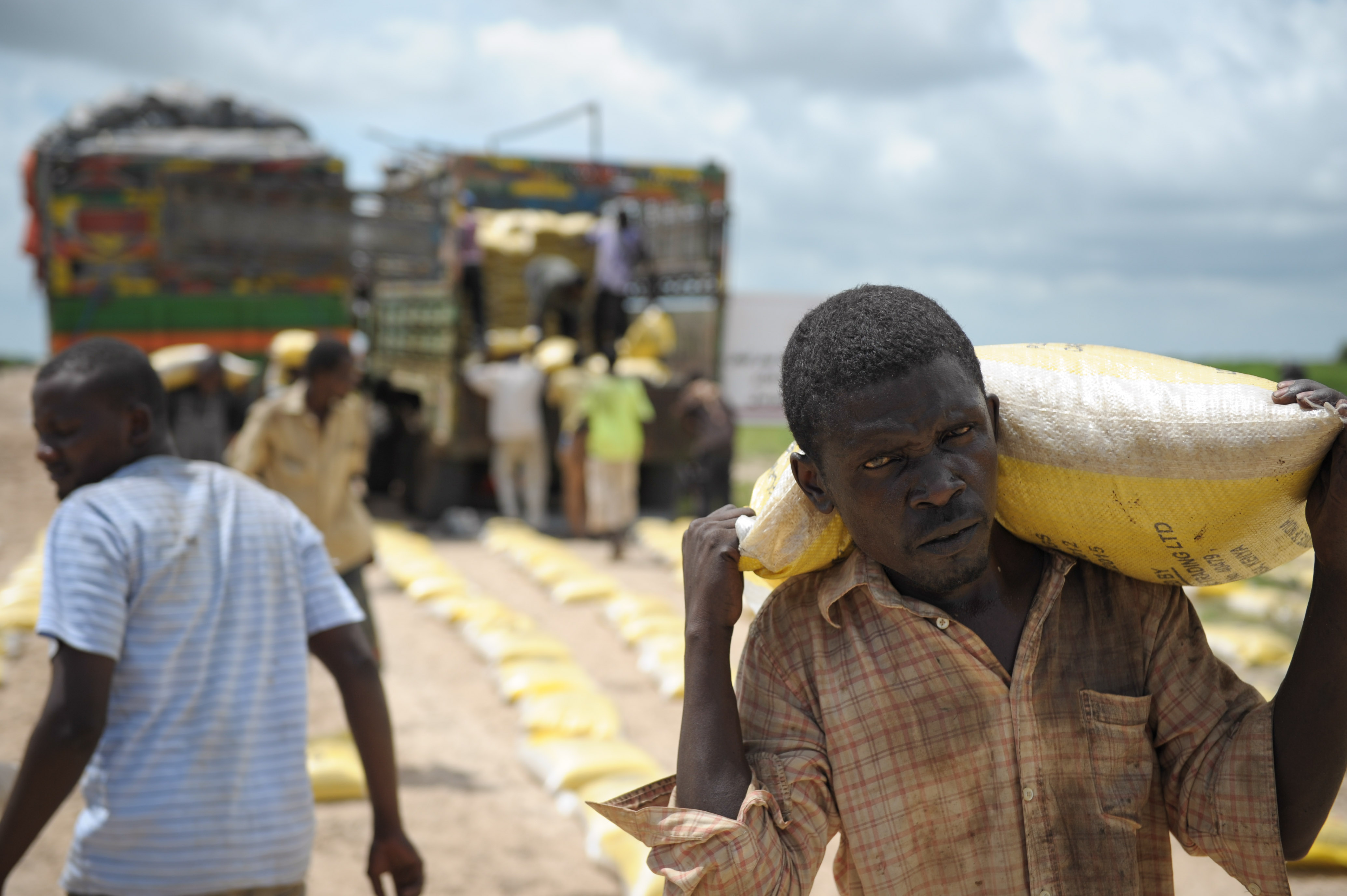
Des hommes déchargent l'aide alimentaire donnée par Qatar Charity pour les personnes déplacées internes en raison des inondations et des conflits claniques à Jowhar, en Somalie en novembre 2012.

Connue autrefois sous le nom de Qatar Charitable Society, Qatar Charity est l'une des principales organisations non gouvernementales d’aide au développement et d’aide humanitaire au Moyen-Orient.
De 2012 à 2017, l'organisation dépense plus de 1,3 milliard de dollars américains dans des opérations et des projets humanitaires et de développement qui ont apporté secours et assistance à plus de 178 millions de personnes dans plus de 50 pays. Ces projets sont menés soit directement par Qatar Charity, par l’intermédiaire de ses 24 filiales dans le monde entier, soit par des partenariats avec des ONG internationales ou locales.
Cette organisation est un partenaire stratégique du HCR depuis 2012, avec des contributions totales de 50 258 913 millions de dollars pour les personnes déplacées en Irak, au Yémen, en Somalie et en Syrie et les réfugiés au Liban, en Jordanie et au Myanmar, atteignant plus de 1,6 million de bénéficiaires.
Toutefois, Qatar Charity est suspectée de financer des groupes djihadistes et fondamentalistes islamistes sous couvert d'aide humanitaire. 
Selon un rapport publié en février 2021 par le Washington Institute, le Qatar avait accepté de cesser de fournir un soutien aux Frères musulmans, a expulsé des frères non citoyens du pays et n'abriterait aucune personne des pays du CCG pour éviter de saper les relations avec le Golfe.
En septembre 2023, les Émirats arabes unis ont retiré 59 ressortissants qatariens et 12 entités, dont «Qatar Charity» de la liste des terroristes, annoncée par les pays de blocage pendant la crise du Golfe en juin 2017.

## Équipe dirigeante
Depuis 2015, Qatar Charity est sous la direction du président Hamad ben Nasser al-Thani et du PDG Yousef ben Ahmed al-Kuwari,.

## Actions
Qatar Charity est présente dans le domaine du secours aux sinistrés lors de catastrophes naturelles. Ainsi, l’association a distribué de la nourriture ainsi que d’autres produits de première nécessité tels que des couvertures et des matelas d’une valeur de plus de 100 000 USD aux victimes du tremblement de terre au Népal en mai 2015.
L’association a également joué un rôle dans la mission d’assistance humanitaire dans la bande de Gaza en 2008 et 2009, en livrant à la population sous embargo du matériel médical.
En 2013, Qatar Charity a conclu un partenariat avec la Fondation Bill-et-Melinda-Gates pour obtenir le financement d'une initiative de six ans approuvée par l'Organisation mondiale de la santé et visant à éradiquer la polio à l'échelle mondiale.
Un documentaire local, nommé, «The One heart program», produit par la Qatar Charity en mai 2022, présente les idées d'un groupe de jeunes Qatariens talentueux dans les domaines du plaidoyer, des médias, de la création de forums de discussion, des aventures poétiques, du travail caritatif et du divertissement. Il a été filmé en Turquie, le documentaire vise à faire la lumière sur les circonstances difficiles auxquelles est confrontée la population locale.
En 2016, l'organisation a lancé une application web basée sur des cartes, nommée «Tayef», conçue pour faciliter les connexions entre les donateurs et les personnes dans le besoin au Qatar.

### En Afrique et au Proche-Orient
Qatar Charity est présente en Afrique. En parallèle, l’organisation investit dans la modernisation du secteur agroalimentaire. Au Burkina Faso, Qatar Charity a remis en 2012 une aide humanitaire d’une valeur de plus de 3 millions de francs CFA aux réfugiés maliens.
Avec la révolution tunisienne de 2011 et la levée de l’embargo sur les associations à vocation religieuse, Qatar Charity a investi en Tunisie. L’ONG a ainsi alloué 7,5 millions d’euros à la Tunisie à travers trois structures : Tunisia Charity, Marhama (conduite par Mohsen Jendoubi, membre du conseil consultatif d’Ennahdha) et l’Association tunisienne de coopération et de communication sociale. Outre les activités humanitaires classiques (aide alimentaire et assistance aux démunis), l’enveloppe financière a été accordée pour financer des projets de développement, notamment la réhabilitation d’infrastructures, le réaménagement de terres agricoles ou la construction de logements sociaux, d’écoles et de structures sanitaires.
Les associations humanitaires qatariennes, dont le Qatar Charity, ont des bureaux en Mauritanie, au Niger et au Mali, démontrant leur présence dans la région du Sahel.
En décembre 2023, une collaboration entre les ONG mondiales, SPARK et Qatar Charity, soutenue par le Fonds du Qatar pour le développement (Qatar Fund for Development), vise à améliorer les voies d'accès à l'emploi formel pour les réfugiés en Turquie grâce à l'éducation, à la formation et à l'assistance au développement des entreprises.
En juin 2023, Qatar Charity a participé à trois projets humanitaires au Soudan, axés sur une aide humanitaire globale et des partenariats techniques avec la Commission d'aide humanitaire pour des initiatives en matière d'eau et d'éducation. L'objectif de l'association est de renforcer le système de santé et de fournir des services holistiques aux communautés marginalisées touchées par le conflit. Le deuxième accord technique porte sur un projet de retour à l'école en toute sécurité, comprenant 25 installations, 100 unités d'eau et d'assainissement, des cartables, des fournitures et 89 glacières.
En octobre 2023, un pèlerinage collectif de la Omra a été organisé pour 28 orphelins syriens dans le cadre du programme de la Omra. En outre, l'organisation a fourni une aide humanitaire à des pays comme la Syrie, le Yémen et le Liban,.
En novembre 2023, Qatar Charity, en collaboration avec QFFD, a installé 2 000 nouvelles tentes et distribué 10 000 couvertures et 10 000 matelas à environ 10 000 personnes déplacées de leur domicile à la suite du tremblement de terre Turquie-Syrie en février 2023.
En collaboration avec Qatar Charity et Croissant-Rouge du Qatar, le delégation du Qatar Fund for Development s'est rendu à Port Soudan en avril 2024, à rencontrer le ministère de la Santé, à inspecter les travaux logistiques et à surveiller les projets,.
En outre, Qatar Charity a fourni des avions des Forces armées qatariennes, est arrivée à El Arish, en Égypte, transportant l'aide, y compris les fournitures alimentaires, à amener dans la bande de Gaza,.
Le 8 avril 2024, Qatar Charity et Croissant-Rouge du Qatar ont commencé à travailler sur l'appareil de cathétérisme cardiaque «Azurion 3 F15», pour se préparer à l'ouverture du service de cathétérisme cardiaque au centre cardiovasculaire de Taiz, Yémen.

### Prosélytisme en France
L'association finance de nombreux projets en France : à Mulhouse, Strasbourg, Lille, Reims, Le Havre, Clermont-Ferrand, Nîmes, Longwy, Montpellier, Poitiers, Nantes, Décines, Saint-Denis, Saint-Léger-de-Fougeret. Pour Christian Chesnot et Georges Malbrunot, ces financements et d'autres en projet toucheraient des associations dans la mouvance des Frères mulsumans.
Qatar Charity a par ailleurs versé 4,2 millions d’euros au lycée Averroès, un établissement privé musulman à Lille, et a tenté de le racheter, proposition qui a été refusée par le lycée souhaitant conserver son indépendance.

## Soupçons de financement de l’islamisme

### Nectar Trust en Grande Bretagne et en Europe
Fondé en mars 2012, Nectar Trust est connu jusqu'en octobre 2017 sous le nom de Qatar Charity UK (ou QCUK). Nectar Trust est la filiale britannique de Qatar Charity, grâce à laquelle elle a reçu plus de 28 millions de £ en 2016/2017,,. Saleh Mohammed Fahad Gharrab Al-Marri, né en janvier 1952, est un ressortissant qatari administrateur du Nectar Trust depuis février 2018. il est également le conseiller exécutif du président de l'organisation mère Qatar Charity.
Elle fait l'objet d'une surveillance de l'autorité de contrôle des associations au Royaume-Uni, en raison de son manque d'indépendance vis-à-vis de sa maison-mère, et en raison d'« allégations de financement du terrorisme » portées contre Qatar Charity Qatar et de son rôle dans le financement de mosquées dirigées par des intégristes,.
Le Nectar Trust a également fait don de plus de 1,5 million de £ en 2015/2016 à la Human Relief Foundation, organisation interdite par Israël en raison de son soutien au groupe terroriste Hamas,.
Les médias britanniques ont révélé que le responsable qatari qui dirigeait la branche britannique de Qatar Charity avait également créé un site internet antisémite.

### France
L'Europe semble être une priorité de Qatar Charity. En France, elle a été à plusieurs reprises accusée de financer la promotion d’un islam militant et extrémiste. Un documentaire de la chaîne de télévision Canal +[Lequel ?] a révélé que, contrairement aux affirmations de l'ambassadeur du Qatar en France, Mohamed Al-Kuwari, selon lequel son pays n'aurait jamais financé de mosquée et n'aurait pas de visée prosélyte en France, Qatar Charity a financé sept projets de centres islamiques sur le territoire français. La mosquée de Mulhouse a notamment bénéficié d'un million d'euros du Qatar. L'association des musulmans d'Alsace, à l'origine du projet, se réclame des Frères musulmans et a reçu le soutien de l’imam al-Qaradawi, prédicateur extrémiste sur la chaîne Al Jazeera auquel Nicolas Sarkozy avait interdit le territoire français en 2012.
Dans une interview avec le journal français «Le Point», l'émir du Qatar, Cheikh Tamim ben Hamad Al Thani, a abordé les critiques récurrentes concernant les prétendues liens du Qatar avec les Frères musulmans. Il a déclaré: «Cette relation n'existe pas et il n'y a pas de membres actifs des Frères musulmans ou de groupes connexes sur le sol qatari.»

### Filmographie
- Qatar, guerre d'influence sur l'Islam d'Europe, documentaire de Jérôme Sesquin, écrit par Georges Malbrunot et Christian Chesnot, production Arte, France, 2019, présentation sur le site de la chaîne